# Euphorbia rivae
Euphorbia rivae és una espècie de planta de la família euphorbiaceae, plantes conegudes en català generalment com a "lletereses". És originària d'Àfrica oriental, i es troba especialment al sud-est del Sudan, al sud d'Etiòpia, i al nord de Kenya.

## Descripció i hàbitat
És una planta perenne. Té un tronc que sembla una patata allargada, per la forma i el color, que pot fer fins a 4 cm de diàmetre i uns 10 cm d'alçada. D'aquest tronc surten tiges morades amb fulletes verdes. Les flors (ciatis) són blanques.
Viu a terrenys permeables en llocs semiàrids. L'hi cal poca aigua, però ha d'estar exposada al sol.
És una petita planta decorativa que es troba a les botigues de jardineria i a les floristeries.